# Mulherismo africana
"Mulherismo africana" é um termo cunhado por Clenora Hudson-Weems no final da década de 1980, pretendido como uma ideologia que se aplica a todas as mulheres afro-descendentes. Baseia-se na cultura africana e no afrocentrismo e concentra-se nas experiências, lutas, necessidades e desejos das mulheres da diáspora africana; se distingue do feminismo ou do mulherismo de Alice Walker. O mulherismo africana presta mais atenção e dá mais enfoque às realidades e injustiças da sociedade em relação à raça. O mulherismo africana é voltado para ser absolutamente centrado na África; mesmo no nome, a África está no centro e na cosmologia africana, nommo é a denominação adequada de uma coisa que se chama à existência. Clenora Hudson-Weems procurou criar uma ideologia específica para mulheres africanas e afro-descendentes, acreditando que a sua criação separa as realizações das mulheres africanas dos intelectuais africanos, do feminismo e do feminismo negro. Na tentativa de evitar ser agrupada com outros grupos de pessoas, Hudson-Weems decidiu que era hora das mulheres africanas terem sua própria ideologia estabelecida por elas mesmas, assim, a terminologia Mulherismo Africana se encaixa de forma mais adequada a mulher africana, sendo tanto auto-nomeadora quanto auto-definidora. Tais realidades incluem as diversas lutas, experiências e necessidades das mulheres africanas.
A Sociedade do Mulherismo Africana lista 18 características da Mulherista africana, incluindo auto-nomeação, auto-definição, centramento familiar e uma companhia masculina positiva, flexível e desejável. A agenda da mulher africana é, de fato, distinguível de todas as outras teorias baseadas nas mulheres, primeiramente por sua insistência na hierarquização de raça, classe e gênero, nessa ordem. O forte contraste entre os diferentes tipos de feminismo e o mulherismo africana tem a ver com o fato de que o feminismo se concentra nas mulheres e no seu empoderamento; o mulherismo africana, por outro lado, é uma agenda de empoderamento racial centrada na família. Essa ideologia é baseada em dezoito pilares essenciais: auto-nomeação, autodefinição, centralização na família, harmonia com os homens, plenitude, flexibilidade de papéis, adaptabilidade, autenticidade, irmandade genuína, compatibilidade masculina, reconhecimento, ambição, nutrição (no sentido de cuidar de alguém), força, respeito, respeito aos idosos, maternidade e espiritualidade.

## Desenvolvimento
Clenora Hudson-Weems, Professora de Inglês, Universidade do Missouri, autora de Africana Womanism:  Reclaiming Ourselves, cunhou o conceito Mulherismo Africana no final da década de 1980 (Africana é a forma feminina do Latin Africanus, ou Da África, e aparenta ser preferida pelo movimento em vez de Africano). Hudson-Weems alega que o "Mulherismo Africana não é um adendo ao feminismo, o feminismo negro, o feminismo africano ou o mulherismo de Alice Walker". O feminismo e as questões de gênero são entidades separadas que não dependem uma da outra, de modo que mulheres africanas são capazes de abordar questões de gênero sem participar de atividades feministas. De acordo com Patricia Hill Collins, "Apesar de algumas mulheres africanas apoiarem justamente as mesmas ideias do feminismo, muitas rejeitam o termo "feminismo" porque acreditam estar associado com a causa das mulheres brancas. Elas veem o feminismo como operando exclusivamente dentro dos termos branca e norte-americana e acreditam que o seu oposto seja negra e norte-americana." Além disso, muitos homens e mulheres não aceitam a ideologia feminista. De acordo com Hudson-Weems, "há um consenso geral na comunidade africana de que o movimento feminista, a grosso modo, é o movimento da mulher branca por dois motivos. Primeiro, a mulher africana não vê o homem como seu principal inimigo igual a feminista branca, que trava uma batalha milenar com sua contraparte masculina por subjugá-la como sua propriedade. Os homens africanos nunca tiveram o poder institucionalizado para oprimir as mulheres africanas que os homens brancos têm."
O mulherismo africana contrasta uma ideologia feminista/mulherista racista e sexista e muitas mulheres (e homens) africanos o abraçaram. Em Africana Womanism: Reclaiming Ourselves (1998), Hudson-Weems explica o desenvolvimento do Mulherismo Africana:

Mulherismo Africana é um termo cunhado e definido por mim em 1987 após quase dois anos de debater publicamente a importância da auto-nomeação para mulheres africanas. Por que o termo 'Mulherismo Africana'? Após concluir que o termo "Mulherismo Negro" não era a terminologia adequada para incluir o sentido total desejado por este conceito, decidi que 'Mulherismo Africana', uma evolução natural da nomeação, era a terminologia ideal por dois motivos. A primeira parte da cunhagem, Mulherismo, remota ao poderoso discurso improvisado de Sojourner Truth 'Ain't I a Woman?', onde ela luta com as forças alienantes dominantes em sua vida como uma mulher africana batalhadora, questionando a ideia aceita de feminilidade. Sem dúvida, ela é o outro lado da moeda, co-parceira na luta por seu povo, que, ao contrário da mulher branca, não recebeu nenhum privilégio especial na sociedade norte-americana. A segunda parte da cunhagem, Africana, identifica a etnia da mulher que está sendo levada em conta, e esta referência à sua etnia, estabelecendo sua identidade cultural, relaciona-se diretamente com sua ancestralidade e sua base territorial — a África.

A ideologia mulherista africana contribui para o discurso afrocêntrico. Sua fundação é construída sobre os valores e filosofia africanos e teorias afrocêntricas: alguns dos valores tradicionais defendem o papel das mães africanas como líderes na luta para recuperar, reconstruir e criar uma integridade cultural que defende os antigos princípios maáticos da reciprocidade, equilíbrio, harmonia, justiça, verdade, retidão, ordem e assim por diante.
Por último, Nah Dove em African Womanism: An Afrocentric Theory (1998), credita Hudson-Weems e outros intelectuais por moldar o modelo mulherista africana. Dove diz que:

Um conceito [Mulherismo Africana] que vem sendo moldado pelo trabalho de mulheres como Clenora Hudson-Weems, Ifi Amalioe, Mary E. Modupe Kolawole e outras. O mulherismo africana pode ser visto como fundamental para o desenvolvimento contínuo da teoria afrocêntrica. (p. 535)

## Outros focos e preocupações
Hudson-Weems (2000) afirma que a rejeição das organizações brancas é algo que as mulheres africanas praticam. As mulheres africanas concentram-se em coisas que ajudam na eliminação da opressão, que é considerada a coisa mais importante para a sobrevivência da comunidade africana. Juntamente com a rejeição das organizações brancas, o mulherismo africana dá prioridade à dignidade humana das mulheres, crianças e homens africanos, centrando-se na raça como a principal importância para as mulheres africanas. O racismo é visto como prioridade sobre o sexismo e o sexismo é visto como derivado do racismo, do classismo e dos preconceitos econômicos.
Alguns problemas das mulheres africanas, de acordo com Hudson-Weems, incluem "brutalidade física, assédio sexual e subjugação feminina em geral perpetrada dentro e fora da raça" e têm que ser resolvidos dentro das comunidades africanas coletivamente.
Enquanto muitos pensam que o mulherismo africana é parecido com o feminismo negro, o feminismo africano, o mulherismo e o feminismo, existem distinções claras na agenda para as formas de empoderamento feminino.

## Valores
O conceito de Mulherismo Africana foi melhor exemplificado no artigo The Power and Glory of Africana Womanism de Brenda Verner (1994):

O Mulherismo Africa em sua essência diz: Nós amamos homens. Nós gostamos de ser mulheres. Nós gostamos de crianças. Nós gostamos de ser mães. Nós valorizamos a vida. Temos fé em Deus e na Bíblia. Queremos famílias e relacionamentos harmoniosos. Não estamos em guerra com nossos homens por dinheiro, poder e influência através do confronto. Nossa história é única. Somos os herdeiros da história das mulheres afro-americanas, portanto não devemos nos redefinir ou redefinir nossa história para satisfazer alguma imagem politicamente correta de um movimento cultural popular, que exige os direitos de falar por e redefinir a moral e os costumes de todos os grupos raciais, culturais e étnicos. Também não permitiremos que nossa história seja sequestrada para legitimar a "agenda política global" alheia. Nós rejeitamos o status de vítima. De fato, somos vencedoras, irmãs encarregadas de nosso próprio destino. Nós somos as detentoras da cultura africana: A nossa principal obrigação é o progresso do nosso modo de vida cultural através da estabilidade da família e do compromisso com a comunidade. A prática do mulherismo cultural não se limita às mulheres africanas. Mulheres italianas, japonesas, hispânicas, indianas, árabes, judias, etc., todas utilizam esta abordagem para tomar decisões, e sabem o valor de manter a autonomia autóctone cultural. O rito de passar conhecimento de geração em geração livre de manipulação, coerção ou intimidação externa assegura a integridade tradicional, o que promove um clima de segurança cultural. Culturas tradicionais não devem ser obrigadas a se curvar às redefinições que lhe são impostas por entidades elitistas que obtêm sua autoridade por meio do impulso da "propaganda de mídia" bem organizada."

## Homem mulherista
Os homens africanos podem abraçar a abordagem mulherista africana. De acordo com Tolagbe Ogunlege (1998), "Referir-se a um homem como um homem mulherista não é uma anomalia ou uma raridade, e conferir títulos específicos de gênero a indivíduos do sexo oposto tem sido praticado por povos africanos por milênios. Por exemplo, entre os iorubás, uma mulher excepcional que fez contribuições significativas para o crescimento e desenvolvimento educacional, socioeconômico e/ou espiritual de sua família e comunidade é chamada de homem-mulher ou obinrin bi okunrin." Ogunlege explica ainda que entre os Lebu do Senegal, um homem que governa de acordo com os costumes ancestrais é chamado de "Mãe do País".

## No ensino
O conceito de Mulherismo Africana já foi adotado por muitas faculdades de ensino superior. De acordo com Daphne W. Ntiri (2001), Professora Associada de Ciências Sociais na Wayne State University, "Desde que Clenora Hudson-Weems abriu novos caminhos com seu livro Africana Womanism: Reclaiming Ourselves (1993), o discurso sobre o lugar e a agenda das mulheres africanas no movimento feminino reflete a influência do texto. Em apenas seis anos, este trabalho está em sua segunda impressão de sua terceira edição revisada. Foi adotado por professores em várias instituições de ensino superior em lugares tão distantes como a África, Brasil, Japão e as ilhas do Caribe. Adoção em universidades nacionais inclui Universidade de Atlanta, Universidade do Estado da Califórnia, Universidade Agrícola e Mecânica da Flórida, Universidade do Estado de Indiana, Universidade do Norte de Illinois, Universidade Estadual de São Francisco, Universidade Temple, Universidade do Missouri e a Universidade de Utah, só para citar algumas" (p. 163).

## Leitura complementar
- "Africana Womanism: The Flip Side of a Coin," in The Western Journal of Black Studies (2001).
- "Africana Womanism: An Overview," in Out of the Revolution: The Development of Africana Studies, Delores Aldridge and Carlene Young, Editors, Lexington Books, 2000, pp. 205–217.
- "Africana Womanism: An Historical, Global Perspective for Women of African Descent," Call and Response: The Riverside Anthology of the African American Literary Tradition Patricia Liggins Hill, General Editor, Houghton Mifflin, 1998, pp. 1811–1815.
- "Africana Womanism, Black Feminism, African Feminism, Womanism," in Sisterhood, Feminisms and Power, Obioma Nneameka, Editor, New Jersey: Africa World Press, 1998, pp. 149–162.
- "Self-Naming and Self-Defining: An Agenda for Survival," in Sisterhood, Feminisms and Power, Obioma Nneameka, Editor, New Jersey: Africa World Press, 1998, pp. 449–452.
- "Africana Womanism and the Critical Need for Africana Theory and Thought," in The Western Journal of Black Studies, Vol. 21, No. 2, Summer 1997, pp. 79–84.
- "Cultural and Agenda Conflicts in Academia: Crtitical Issues for Africana Women's Studies," in The Western Journal of Black Studies Vol. 13, No. 4, Winter 1989, pp. 185–189.
- "The Tripartite Plight of African-American Women as Reflected in the Novels of Hurston and Walker," in Journal of Black Studies Vol. 20, No. 2, December 1989, pp. 192–207.
- "Africana Womanism, Black Feminism, African Feminism, Womanism," in Black Studies: From the Pyramids to Pan Africanism and Beyond William Nelson, Jr., Editor, McGraw Hill, 2001.
- "Africana Womanism: Entering the New Millennium," in State of the Race, Creating Our 21st Century: Where Do We Go From Here, Jemadari Kamara and T. Menelik Van Der Meer, Editors, University of MA-Boston Press, 2001.
- "Come colour my rainbow: Themes of Africana womanism in the poetic vision of Audrey Kathryn Bullett", Ronald J. Stephens, Maureen Keaveny, Venetria K. Patton. Journal of Black Studies Thousand Oaks: March 2002. Vol. 32, Iss. 4; p. 464 (16 pages)
- "Common bonds from Africa to the U.S.: Africana womanist literary analysis, Betty Taylor Thompson. Western Journal of Black Studies Pullman: Fall 2001. Vol. 25, Iss. 3: p. 177 (8 pages)
- "Lucy Terry Prince: The cultural and literary legacy of Africana womanism", April Langley.  Western Journal of Black Studies, Pullman: Fall 2001. Vol. 25, Iss. 3; p. 153 (10 pages)
- "Theorizing difference within black feminist thought: The dilemma of sexism in black communities", Austin, Algernon. Race, Gender & Class New Orleans: July 31, 1999. Vol. 6, Iss. 3; p. 52.